# دنیس دو لا پاتیه
دنیس دو لا پاتیه (فرانسوی: Denys de La Patellière‎; ۸ مارس ۱۹۲۱ – ۲۱ ژوئیهٔ ۲۰۱۳) کارگردان فیلم اهل فرانسه بود. وی کارگردان فیلم‌هایی همچون خالکوبی بوده‌است.